# Musashi Miyamoto
Musashi Miyamoto (jap. 宮本 武蔵, みやもと むさし) (Shinmen Musashi No Kami Fujiwara No Genshin, kuni Harima, oko 1584./12. godina Tenshōa – kuni Higo, 13. lipnja 1645./19. dan 5. mjesec 2. godina Shōhōa), japanski mačevalac i rōnin. Poznat je također i pod imenima Shinmen Takezō, Miyamoto Bennosuke, Shinmen Musashi no Kami Fujiwara no Genshin i po budističkom imenu Niten Dōraku. Pored borbenih umijeća, poznat je kao likovni umjetnik.
Imao je tri usvojena sina od kojih su poznati Mikinosuke Miyamoto  i Iori Miyamoto.

## Musashi kao umjetnik
U poznijoj dobi zapisao je u svojoj knjizi Gorin no sho: "Kad primijenim načela strategije u puteve raznih umjetnosti i umijeća, nikoji učitelj ni u kojem području nije mi više potreban." Pokazao je to stvaranjem poznatih remek-djela kaligrafije i klasičnog slikanja tintom. 